# Tony D’Amario
Tony D’Amario (* 10. Juli 1960 in Paris; † 29. Juni 2005 in Issy-les-Moulineaux) war ein französischer Schauspieler.
Eine erste kleine Rolle hatte er 1999 in Johanna von Orleans inne.
D’Amario wurde vor allem durch seine Rollen in Ghettogangz (2004) und Last Hour – Countdown zur Hölle (2008) bekannt. Ghettogangz war für D’Amario der letzte Film, dessen Fertigstellung er miterlebte. Er starb 2005 an einem Aneurysma, das zum Herzinfarkt führte.
Last Hour erschien drei Jahre nach seinem Tod. In Ghettogangz, wo er als K2 fungiert, war er zunächst für die Rolle des Bosses Taha Bemamud vorgesehen.

## Filmografie (Auswahl)
- 1999: Johanna von Orleans (The Messenger: The Story of Joan of Arc)
- 2001: La vérité si je mens! 2
- 2001: Les morsures de l'aube
- 2001: Tanguy – Der Nesthocker (Tanguy)
- 2002: A+ Pollux
- 2002: Aram
- 2003: Central Nuit
- 2003: Zu schön zum Sterben (Corps à corps)
- 2003: Lovely Rita, sainte patronne des cas désespérés
- 2004: Léa Parker
- 2004: Ghettogangz – Die Hölle vor Paris (Banlieue 13)
- 2005: Le tuteur
- 2008: Last Hour – Countdown zur Hölle (Last Hour)